# Büttikon
Büttikon là một đô thị ở huyện Bremgarten, bang Aargau, Thụy Sĩ.